# Tatsu (Six Flags Magic Mountain)
Pour l’article homonyme, voir Tatsu.
Tatsu est un parcours de montagnes russes en métal volantes, conçu par Bolliger & Mabillard et situé à Six Flags Magic Mountain à Valencia, en Californie. L'attraction ouvre le 13 mai 2006 avec le titre de plus haut, plus rapide et plus long parcours de  montagnes russes volantes du monde. Elle est la dix-septième montagne russe du parc, avec une hauteur de 52 mètres, une longueur de rail de 1 098 mètres et une vitesse maximale de 100 km/h. Tatsu propose également le plus haut looping bretzel au monde. Près de dix ans plus tard, The Flying Dinosaur ouvre ses portes aux Universal Studios Japan en 2016, battant le record de longueur de Tatsu et égalant sa vitesse.

## Histoire

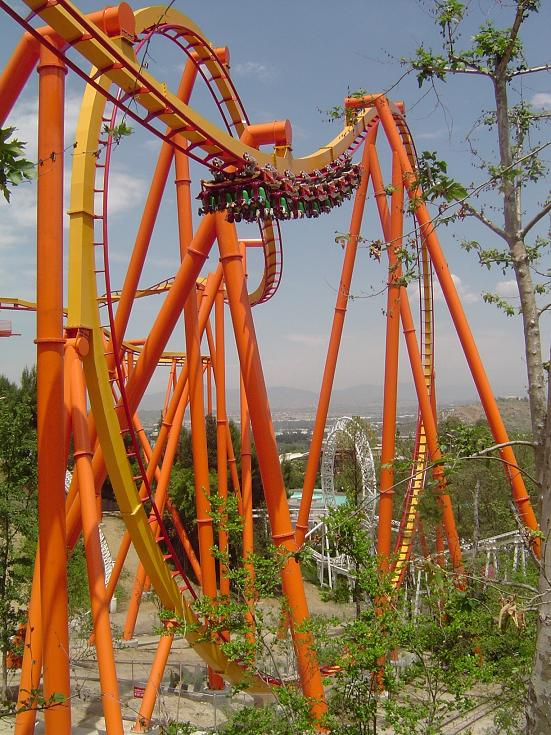
Pretzel loop de Tatsu

Les premières rumeurs concernant la construction de nouvelles montagnes russes à Six Flags Magic Mountain ont émergé à l'été 2004. Le défrichage débute courant 2005 autour de la zone Samurai Summit et les rails des nouvelles montagnes russes sont arrivés de l'Ohio peu après. Les permis de construire déposés par Six Flags Magic Mountain et une marque déposée pour le nom Tatsu (déposée le 23 août 2005) ont été révélés,,. Tatsu est officiellement annoncé au public le 17 novembre 2005,. Revolution et Roaring Rapids ont été temporairement fermés pour permettre la construction. Une fois la construction et les essais terminés, Tatsu a ouvert ses portes au public le 13 mai 2006.
Tatsu (龍) est le mot japonais pour désigner un dragon. L'attraction s'inspire de ce thème et de la mythologie japonaise.
Tatsu a battu plusieurs records dès son ouverture, devenant les montagnes russes volantes les plus hautes, les plus rapides et les plus longues du monde. Elles ont conservé ces records jusqu'à l'ouverture de The Flying Dinosaur aux Universal Studios Japan en 2016, qui a battu le record de longueur de Tatsu et égalé la vitesse maximale de 100 km/h.

## Parcours
Construit par Bolliger & Mabillard, les sièges furent conçu dans le but de rendre aux passagers une impression de vol. Les passagers assis et harnachés voient le siège basculer à 90° de manière à se retrouver en position allongée à plat ventre. Cette position sera conservée pendant toute la durée de l'attraction.
Le tour débute par une élévation de 52 mètres. La vitesse maximum durant le parcours sera de 100 km/h. L'attraction détient le record du plus grand looping bretzel (37,8 mètres).

## Galerie

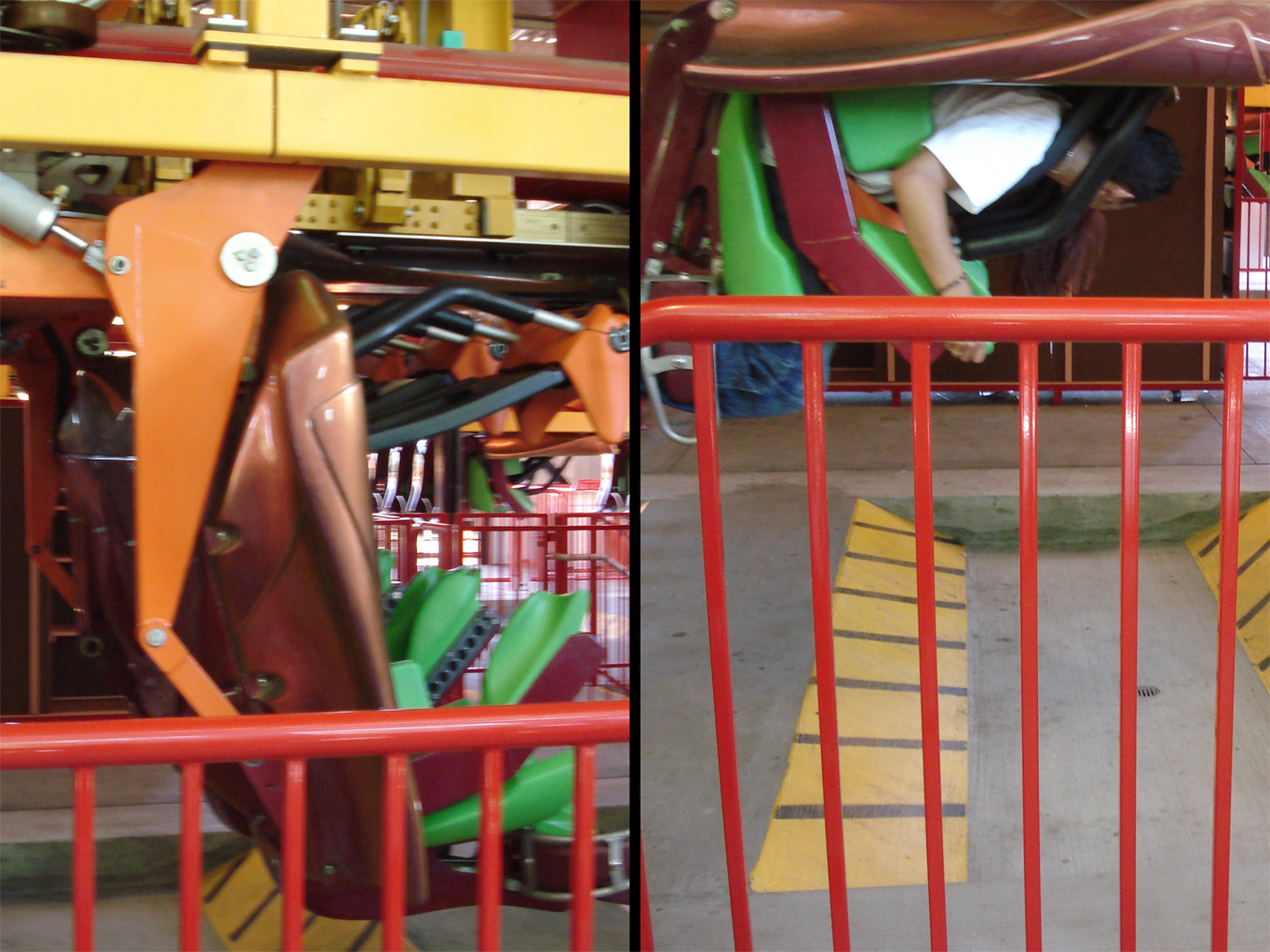
Étapes à l'embarquement.
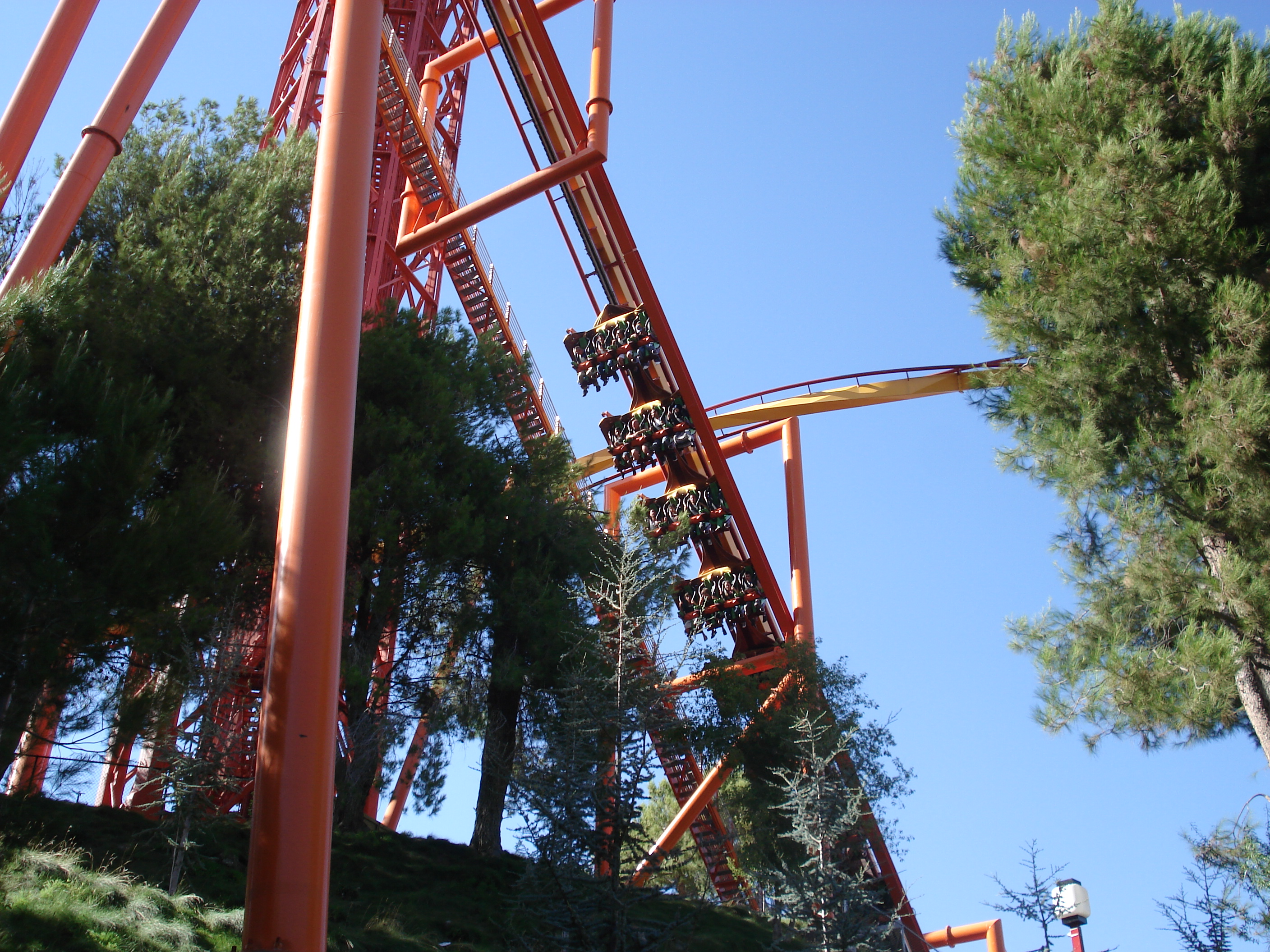
Première montée.
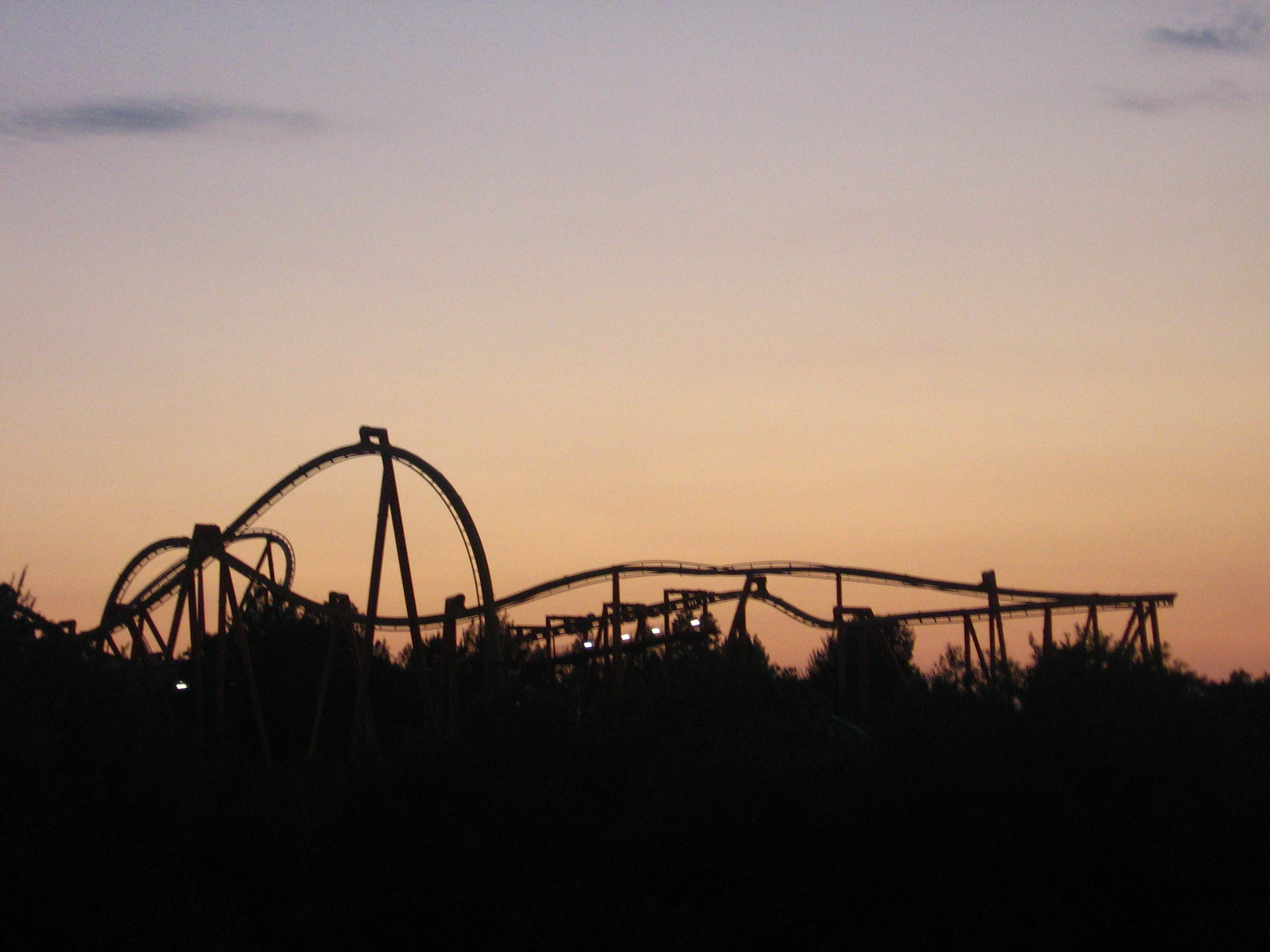
Profil de Tatsu.
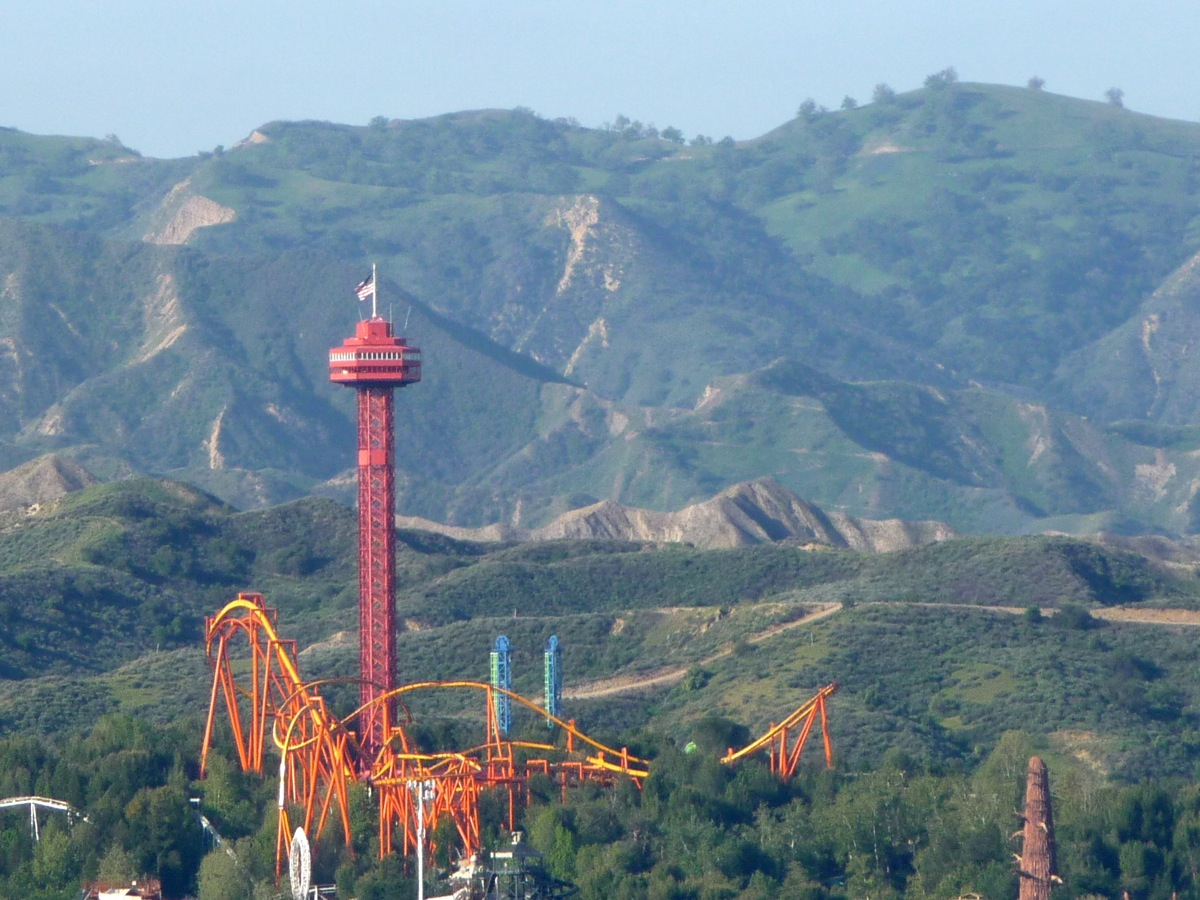
Vue aérienne.
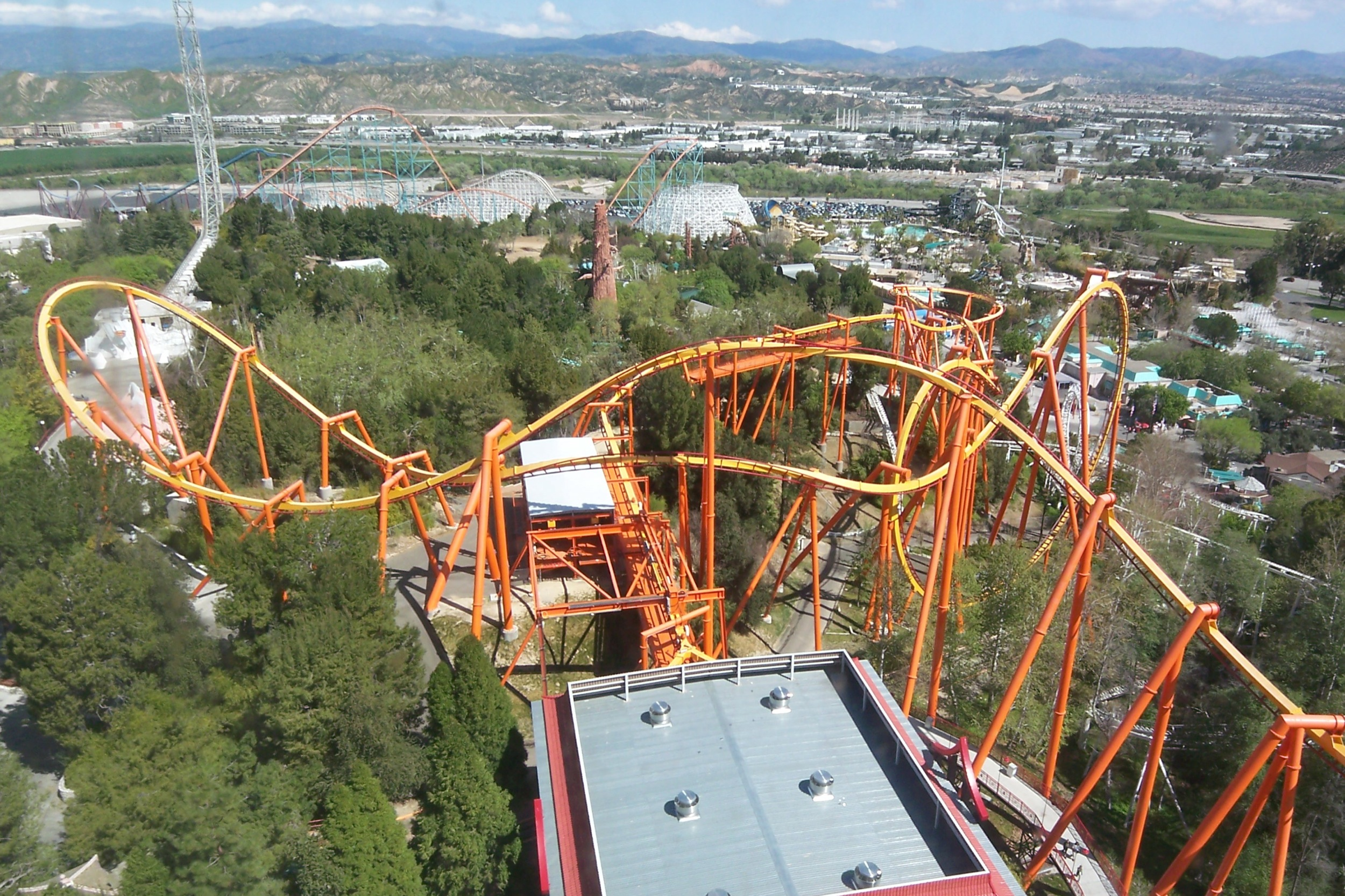